# Pátina

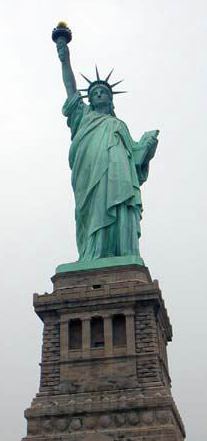
A Estátua da Liberdade deve sua cor verde característica à pátina chamada de azinhavre.

Pátina é um composto químico que se forma na superfície de um metal. Ela se forma naturalmente, pela exposição aos elementos e ao clima, ou artificialmente, com a adição de produtos químicos por artistas ou metalúrgicos.Graças a grande difusão de técnicas  de artesanato que se autodenominam pátinas, tomamos qualquer envelhecimento em artesanato como sendo pátina sem o ser.
A pátina verdadeira se restringe às superfícies metálicas expostas e pode se soltar ou não da superfície, dependendo das propriedades dos materiais. Um dos motivos do alto apreço ao bronze, na confecção de esculturas, é que sua pátina não se solta, servindo como camada protetora. O mesmo se dá com o uso de alumínio em esquadrias para construção civil. Um bom exemplo de pátina é a superfície esverdeada chamada de azinhavre que se forma na oxidação do cobre, puro ou em misturas, como no bronze, pela ação de nitratos e acetona. O exemplo contrário é o do ferro comum, que em contato com o clima forma um óxido (ferrugem) que se solta, expondo novamente o metal à corrosão. Por isso, suas superfícies devem ser protegidas com tintas ou vernizes anticorrosivos. A aplicação de produtos que transformam o ferro em aço inoxidável pode ser considerada, com alguma liberdade, um processo de patinação, formando uma superfície resistente ao tempo.
Uma vasta gama de materiais podem, pela escolha do artesão, ser aplicados sobre a superfície dos metais, criando efeitos de cor, textura ou brilho. Como agem basicamente por corrosão do metal, devem ser aplicados por especialistas para atingirem o efeito desejado. Existe uma grande gama de cores de pátinas, que vão desde o preto fosco, até o azul brilhante, passando por diversos tons de verde, amarelo,vermelho e castanho, que variam de acordo com a composição das soluções de patinação e da composição do metal a ser patinado. Em alguns casos, pode se aplicar cera ou verniz sobre a superfície para melhor conservação da peça. As peças expostas à ação do tempo, geralmente tendem à assumir colorações esverdeadas ou azuis, sofrendo influencia direta das características climáticas de cada região. Em peças que ficam abrigadas de intempéries, é usual os tons de preto, marrom e castanho encerados.
No jargão dos antiquários e comerciantes de arte, pátina também se refere a tudo que acontece com o objeto, como um risco no tampo de uma mesa, o craquelado numa cerâmica, a perda de umidade numa pintura. Todos esses efeitos do tempo se juntam à intenção do artesão para criar uma verdadeira antiguidade.
A pátina hoje é também um recurso muito utilizado na decoração moderna, principalmente na madeira, onde se é aplicada composições em tinta e outras substâncias para dar um efeito envelhecido à superfície. É, inclusive, uma tendência no design de interiores, já que o “vintage” está em alta.
Nos anos 90, muitas estruturas e residências cariocas aderiram à técnica nas superfícies de paredes externas e internas, se diz que nessa década a pátina artificial e moderna viveu seu auge, para depois ser taxada de cafona. Porém, 20 anos depois, a técnica volta repaginada e com grande força no mercado para itens de decoração e para designer de interiores.
A técnica foi desenvolvida a fundo nos anos 90, onde muitos decoradores, artistas e artesãos a aprenderam, hoje reinventando-a para integrar ao moderno o estilo provençal da pátina. Tal estilo também remete ao tempo colonial, quando muitas fazendas em suas estruturas e móveis aplicavam várias camadas de tinta na superfície da madeira, técnica chamada de policromia. O tempo então mesclava as camadas, as mais externas, já danificadas e desgastadas pelo uso e pela ação do tempo, fazendo com que a tinta base e camadas inferiores se tornassem visíveis.
O mesmo efeito hoje é criado artificialmente, com a mesma aplicação de duas camadas de tintas de cores diferentes, geralmente com tons caracteristicamente pastel e tintas foscas ou sem brilho. Se usa uma base tipicamente branca, e outra geralmente bege como pátina. Lixa-se então última camada para reproduzir artificialmente os efeitos do tempo, uso e danos diários. O decorador Edgard Octávio na Mostra Artefacto de 2013 na CasaShopping, localizada na cidade do Rio de Janeiro, afirmou que acredita que o estilo aplicado hoje remete à elegância clássica pela aplicação da técnica da pátina provençal. Na Ásia, atualmente a pátina se tornou uma forma de dar individualidade e exclusividade a itens produzidos em série, enquanto, mais especificamente em Bali, é ao mesmo tempo é uma forma de esconder imperfeições da madeira. 

## Galeria de Fotos

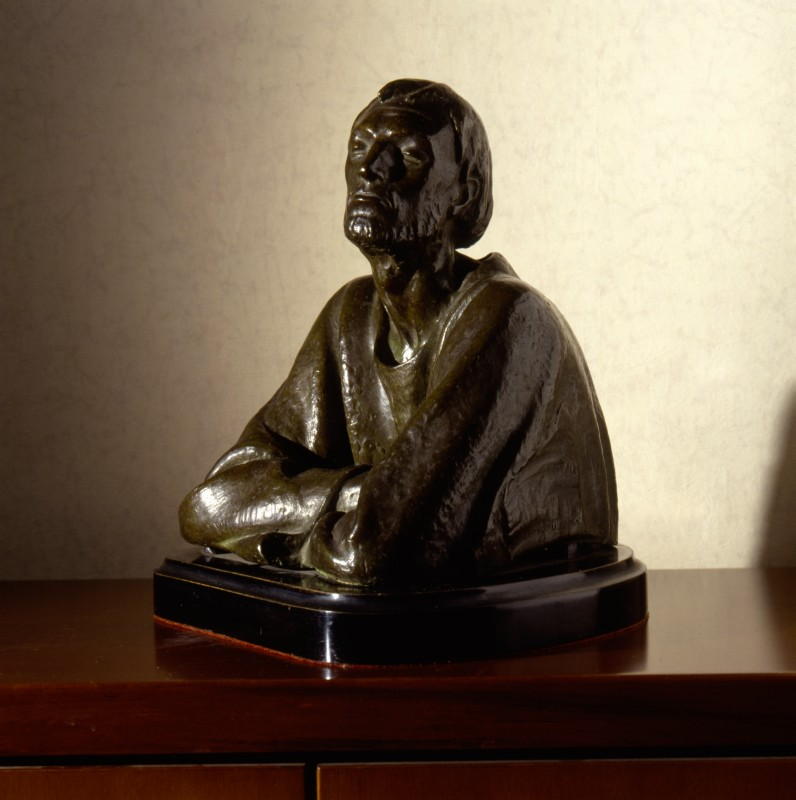
Tom de marrom encerado. Pode ser conseguido pela combinação de fígado de enxofre e pátina marrom.
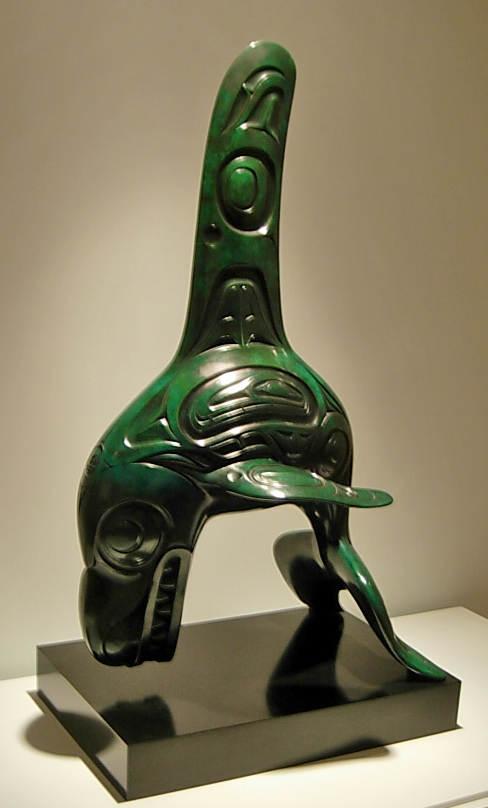
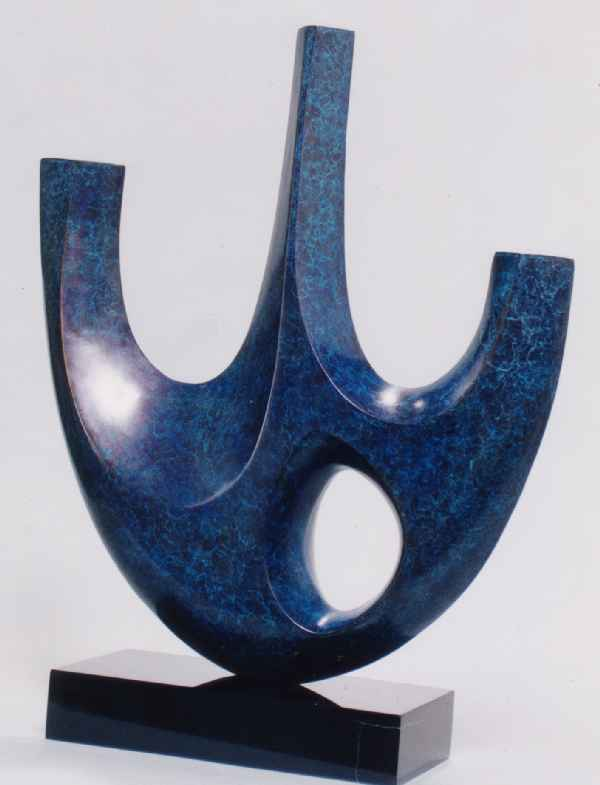
Pátina azul, resultado de nitrato de cobre, fígado de enxofre e hidróxido de sódio
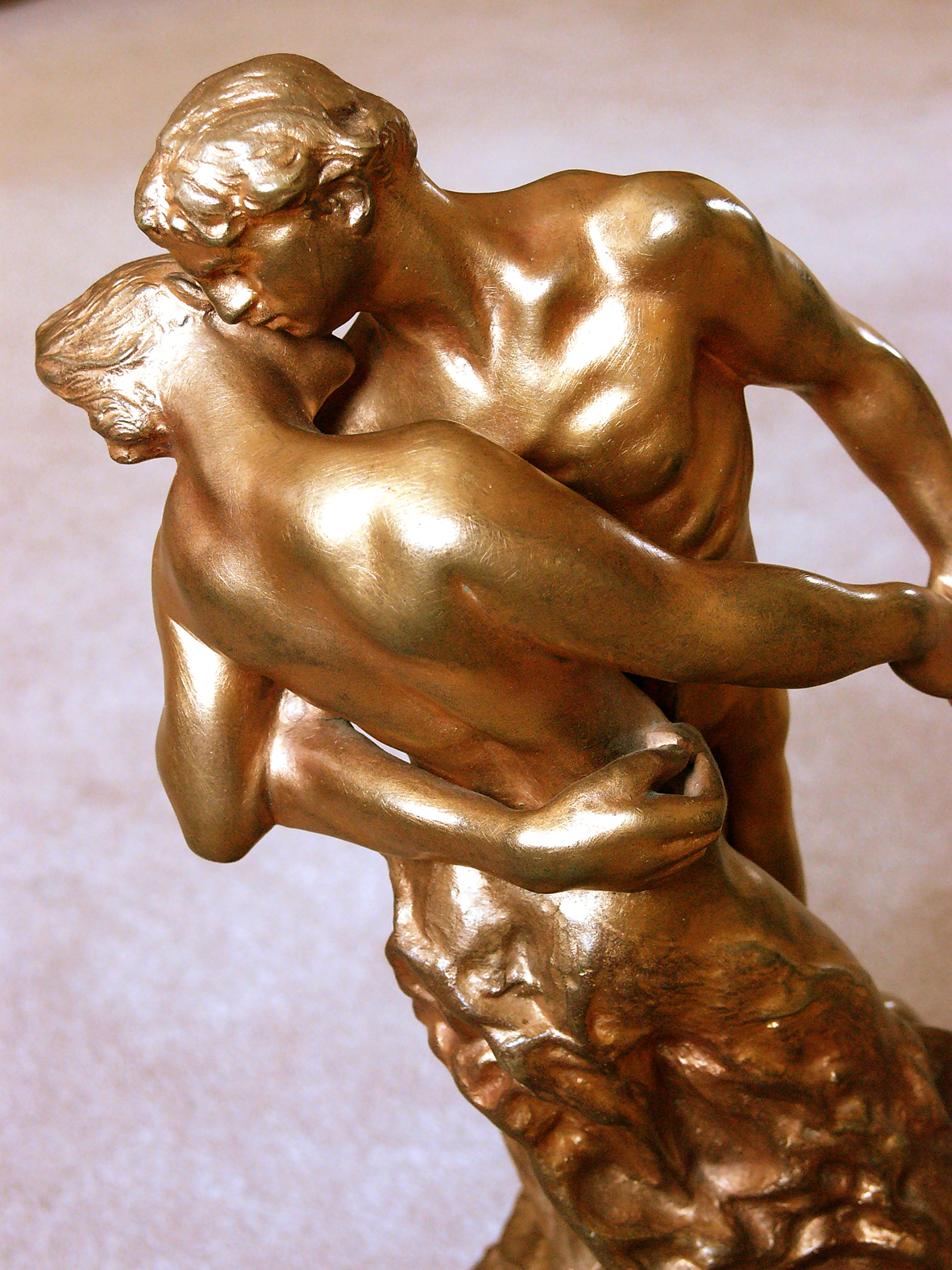